# Opiki Toll Bridge
Die Opiki Toll Bridge oder auch Tane Hemp Company Suspension Bridge ist eine nicht mehr nutzbare Brücke in Opiki, Horowhenua auf der Nordinsel von Neuseeland, sie überquert den Manawatū River. Sie wurde 1918 von einem ortsansässigen Anbauunternehmen für Flachs erbaut und nach dem Untergang des Unternehmens in den 1920er Jahren in eine Mautbrücke umgewandelt. Nachdem 1969 im Zuge des Ausbaus des State Highway 56 eine neuere Brücke über denselben Fluss eröffnet worden war, wurden die Fahrbahnplatten der Brücke entfernt. Das Bauwerk ist von Heritage New Zealand als historische Stätte der Kategorie I eingestuft. Mit einer lichten Weite von 145,4 m zwischen den Türmen der Brücke handelte es sich zur Bauzeit um die Brücke mit der längsten Hauptspanne in Neuseeland.

## Geschichte
Nachdem 1915 die Tane Hemp Company durch örtliche Flachsanbauunternehmen gegründet wurde, errichtete das Unternehmen die Brücke über den Manawatū River bei Opiki zwischen März 1917 und Januar 1918, da es schwierig war, zur Versendung der Erzeugnisse die örtliche Eisenbahnstation zu erreichen. Der Brückenbaumeister Joseph Dawson war angeblich ein Autodidakt und kein zertifizierter Ingenieur. Er gab an, dass seine Brücke 200 Jahre überstehen könnte. Trotz des Fehlens von Qualifikationen war die Brücke strukturell gesund und überstand das zerstörerische Pahiatua-Erdbeben 1934, doch stürzte 1922 eine andere seiner Brücken in Wairarapa ein. Die Türme der Brücke sind 145,4 m voneinander entfernt, wodurch sie zum Zeitpunkt ihrer Konstruktion zur Brücke mit der längsten Hauptspanne in Neuseeland wurde und die bis dahin längste Hauptspanne der Clifden Suspension Bridge mit 111,5 m deutlich übertraf. Zu dem Zeitpunkt war die Brücke auch die längste Straßenhängebrücke Neuseelands. Die Pfeiler der Bücke haben eine Höhe von 19 m über der Fahrbahn, und die Drahtseile stammten aus einer alten Goldmine in Waihi in der Region Waikato. Die Baukosten beliefen sich auf £3000, und das Bauwerk wurde im April 1918 eröffnet. In dem Jahr baute das Unternehmen in seiner Mühle auch einen neuen Schornstein aus Beton für die Dampfmaschine an ihrer Mühle.
Die Tane Hemp Company beendete den Flachsanbau 1921, weil die Pflanzen infolge der durch das von der Glasflügelzikadenart Zeoliarus atkinsoni übertragene Phytoplasma von einer Blattwelke betroffen waren und die Nachfrage nach Flachs nach dem Ende des Ersten Weltkriegs rückläufig war. Die Flachsmühlen wurden dann abgerissen und das Gebiet von einem Sumpfgebiet in Ackerland umgewandelt. Die Brücke blieb erhalten und kam in den Besitz von Hugh Akers, einem der Gründer des Flachsanbauunternehmens. Um die Unterhaltskosten für die Brücke aufbringen zu können, wurde von da an eine Brückenmaut erhoben. Es handelte sich um die einzige Brücke in Neuseelands Landstraßennetz in Privateigentum. Nachdem die neue Brücke des State Highway 56 über den Fluss 1969 eröffnet wurde, entfernte der Manawatu Catchment Board die Fahrbahn und verstärkte die Träger aus Sicherheitsgründen. Der etwa 20 m hohe Schornstein der Flachsmühle blieb erhalten, ist aber nicht in Betrieb und bleibt als Denkmal erhalten.
2003 platzierte Heritage New Zealand eine steinerne Hinweistafel unweit der Brücke, welche die Geschichte der Brücke und der örtlichen Flachsindustrie erläutert. 2013 wurde die Brücke von Heritage New Zealand in der Kategorie I als historische Stätte eingestuft. Die Brücke ist auch ein kulturelles Erbe im Manawatim ū District und Horowhenua District.
Der Zustand der Brücke hat sich aufgrund fehlender Unterhaltung weiter verschlechtert. Im September 2023 fiel eine Seite der Drahtseile in den Fluss. Diese wurden herausgeholt und im März 2024 erneut an der Brücke montiert.

## Galerie

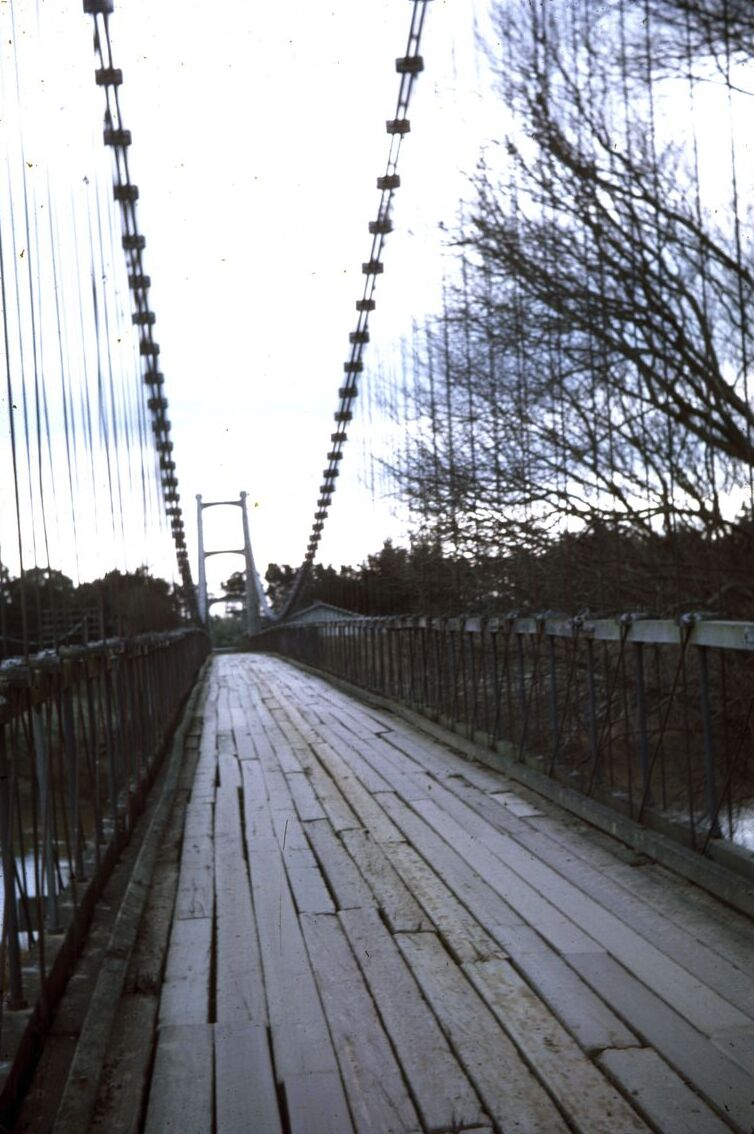
Fahrbahn, 1963
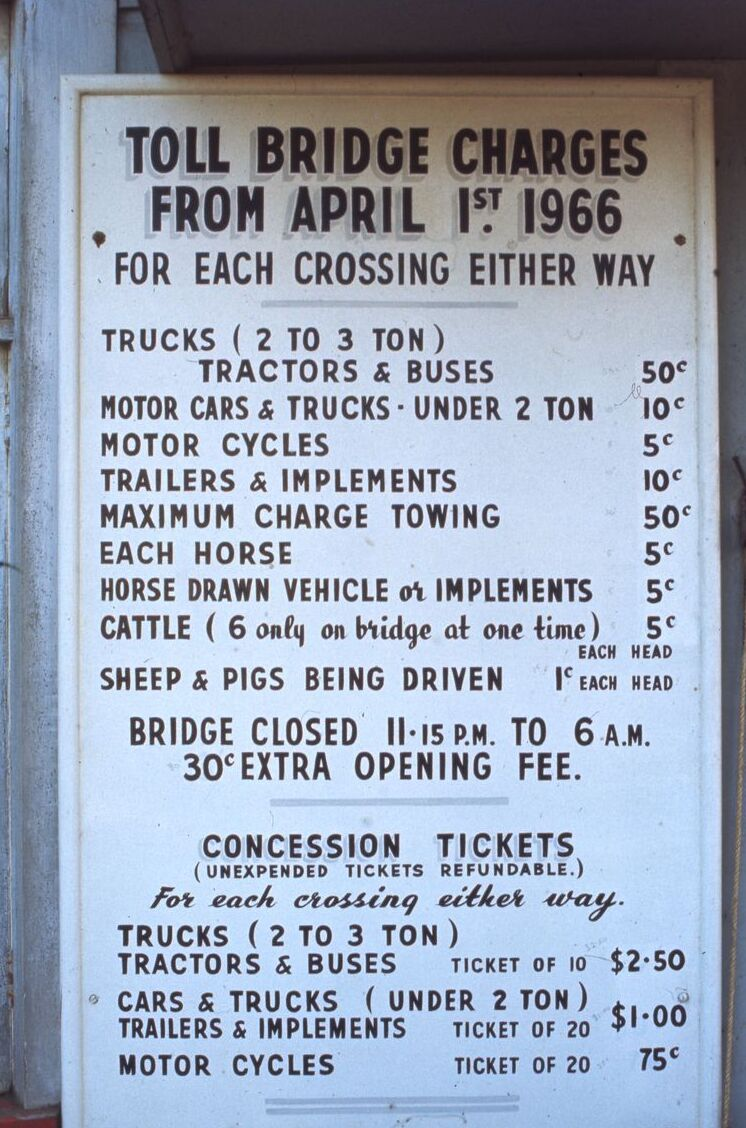
Mautgebühren um 1966
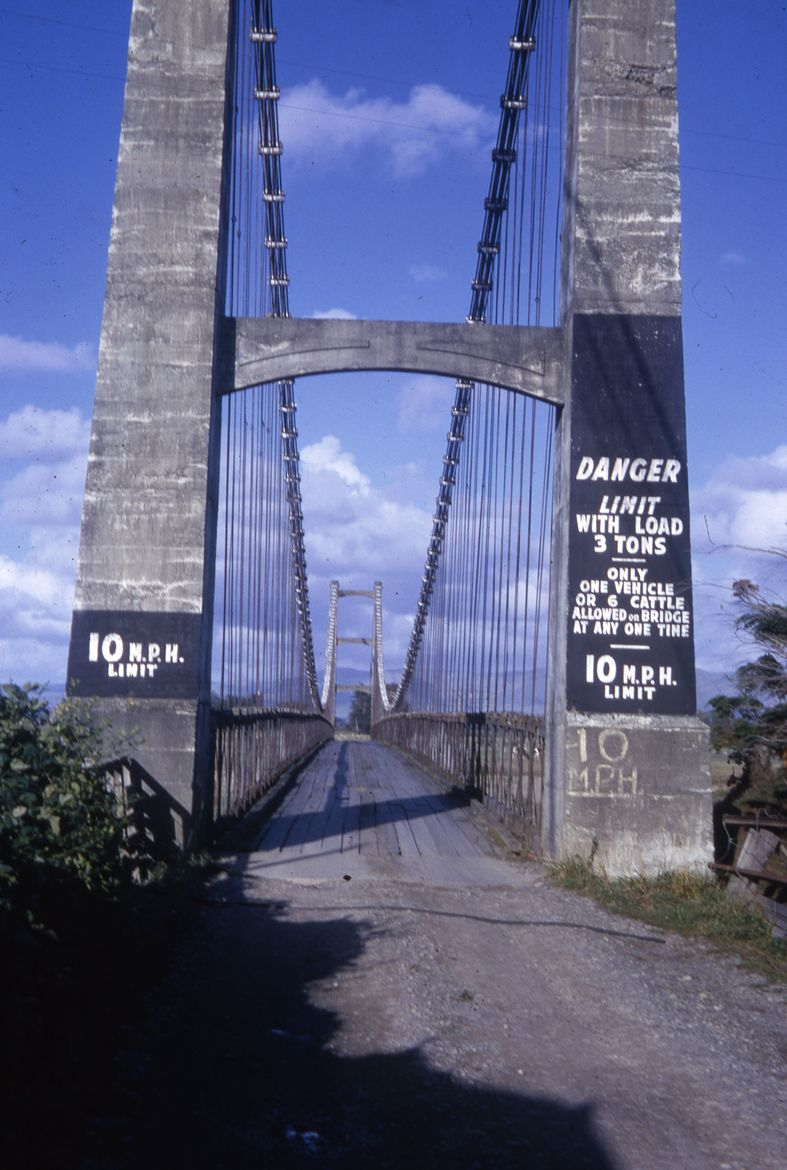
Zufahrt zur Brücke, 1970er Jahre
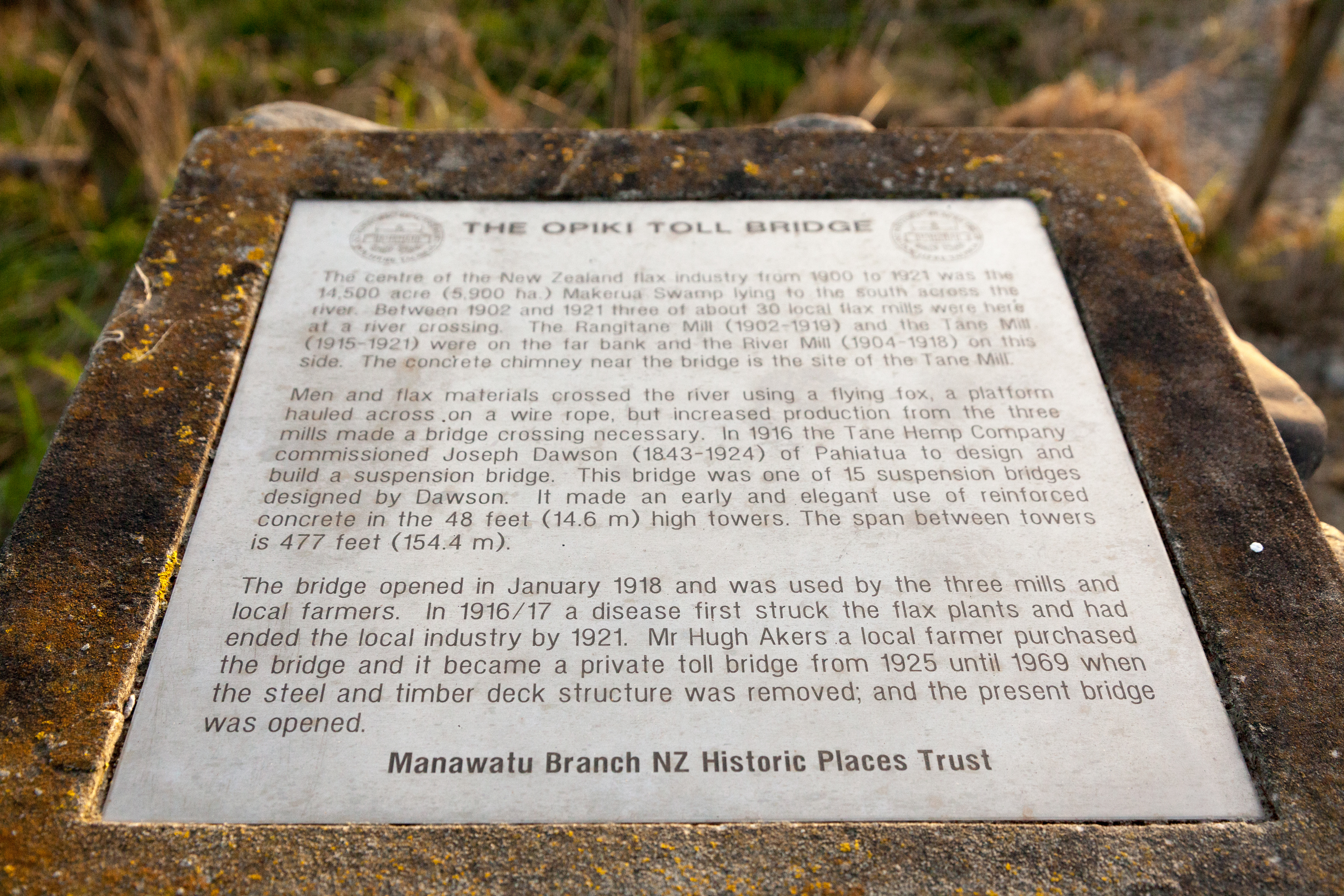
Hinweistafel zur Grundsteinlegung

## Belege
1. 1 2 3 4 5 6 7  Tane Hemp Company Limited Suspension Bridge and Flaxmill Remains. In: Heritage New Zealand. Heritage New Zealand, abgerufen am 19. Juni 2025 (neuseeländisches Englisch).
2. 1 2 3 4 5  Geoffrey Thornton: Bridging the Gap: Early Bridges in New Zealand 1830–1939. Reed Publishing Ltd., 2001, S. 203–204.
3. 1 2 3 4  Val Burr:  Back Issues: Suspended heritage - Ōpiki bridge a monument to industrious ambition In: Manawatu Standard, 2. Dezember 2023. Abgerufen am 19. Juni 2025 (neuseeländisches Englisch).
4. ↑  Val Burr:  Back Issues: Suspended heritage - Ōpiki bridge a monument to industrious ambition In: Manawatu Standard, 2. Dezember 2023. Abgerufen am 19. Juni 2025 (neuseeländisches Englisch).
5. ↑  Ian Bowman, Val Burr: Opiki Toll Bridge – 1321 Rangitane Road, Opiki. (PDF; 1,0 MB) 2017, S. 7, abgerufen am 19. Juni 2025 (neuseeländisches Englisch).
6. ↑  Janine Rankin:  Historic Ōpiki bridge falls into the Manawatū River In: Stuff, 26. September 2023. Abgerufen am 19. Juni 2025 (neuseeländisches Englisch).
7. ↑  Janine Rankin:  Ōpiki bridge cables lifted to full height In: Stuff, 13. März 2024. Abgerufen am 19. Juni 2025 (neuseeländisches Englisch).